# ورزشگاه داور اخولدیانی
ورزشگاه داور اخولدیانی (به لاتین: Daur Akhvlediani Stadium) یک ورزشگاه در گرجستان است که در Gagra, Abkhazia, Georgia (country) واقع شده‌است.